# 321-я стрелковая дивизия (3-го формирования)
321-я стрелковая дивизия, воинское соединение Вооружённых Сил СССР, принимавшее участие в Великой Отечественной войне.

## История
Дивизия формировалась 01 — 06.05.1944 на базе 14-й отдельной стрелковой Чудовской Краснознамённой бригады и 137-й отдельной стрелковой Дновской бригады, унаследовав все их почётные наименования и награды.
В действующей армии во время ВОВ с 05.05.1944 по 09.05.1945.
С мая 1944 года дивизия входила в 90-й стрелковый корпус 1-й ударной армии 2-го Прибалтийского фронта. С августа дивизия в составе 111-го стрелкового корпуса 54-й армии 3-го Прибалтийского фронта успешно действовала в Псковско-Островской наступательной операции, в освобождении городов Псков и Остров. С декабря 1944 года её части в составе 116-го стрелкового корпуса 2-й ударной армии 2-го Белорусского фронта участвовали в Восточно-Померанской и Берлинской наступательных операциях, в овладении городами Данциг (Гданьск), Прейсши-Старгард (Старогард-Гданский), Эльбинг (Эльблонг).
После войны в составе ГСОВГ и ОдВО.
Расформирована в 1947 году в ОдВО, на её базе создана 25-я Чудовско-Дновская Краснознамённая стрелковая бригада.

## Полное название
321-я стрелковая Чудовско-Дновская Краснознамённая дивизия

## Подчинение
| Дата            | Фронт (округ)           | Армия             | Корпус                             | Примечания |
| --------------- | ----------------------- | ----------------- | ---------------------------------- | ---------- |
| 01.05.1944 года | 2-й Прибалтийский фронт | 1-я ударная армия | 90-й стрелковый корпус             | -          |
| 01.06.1944 года | 2-й Прибалтийский фронт | 1-я ударная армия | 90-й стрелковый корпус             | -          |
| 01.07.1944 года | 2-й Прибалтийский фронт | 1-я ударная армия | 90-й стрелковый корпус             | -          |
| 01.08.1944 года | 3-й Прибалтийский фронт | 54-я армия        | 111-й стрелковый корпус            | -          |
| 01.09.1944 года | 3-й Прибалтийский фронт | 1-я ударная армия | 12-й гвардейский стрелковый корпус | -          |
| 01.10.1944 года | Резерв ставки ВГК       | 2-я ударная армия | 116-й стрелковый корпус            | -          |
| 01.11.1944 года | 2-й Белорусский фронт   | 2-я ударная армия | 116-й стрелковый корпус            | -          |
| 01.12.1944 года | 2-й Белорусский фронт   | 2-я ударная армия | 116-й стрелковый корпус            | -          |
| 01.01.1945 года | 2-й Белорусский фронт   | 2-я ударная армия | 116-й стрелковый корпус            | -          |
| 01.02.1945 года | 2-й Белорусский фронт   | 2-я ударная армия | 116-й стрелковый корпус            | -          |
| 01.03.1945 года | 2-й Белорусский фронт   | 2-я ударная армия | 116-й стрелковый корпус            | -          |
| 01.04.1945 года | 2-й Белорусский фронт   | 2-я ударная армия | 116-й стрелковый корпус            | -          |
| 01.05.1945 года | 2-й Белорусский фронт   | 2-я ударная армия | 116-й стрелковый корпус            | -          |

## Состав
- 72-й стрелковый полк;
- 74-й стрелковый полк;
- 79-й стрелковый полк;
- 986-й артиллерийский полк;
- 38-й отдельный истребительно-противотанковый дивизион;
- 79-я отдельная разведывательная рота;
- 253-й отдельный сапёрный батальон;
- 257-й отдельный батальон связи (1350-я отдельная рота связи);
- 133-й отдельный медико-санитарный батальон;
- 58-я отдельная рота химической защиты;
- 565-я отдельная автотранспортная рота;
- 398-я полевая хлебопекарня;
- 884-й дивизионный ветеринарный лазарет;
- 1626-я полевая почтовая станция;
- 1739-я полевая касса Госбанка.

## Командиры
- Чесноков, Василий Константинович (01.05.1944 — август 1945), гвардии полковник
- Горбачёв, Владимир Константинович (август 1945 — июль 1946), генерал-майор[2]

## Награды и наименования
| Награда (наименование)            | Дата              | За что награждена |
| --------------------------------- | ----------------- | --- |
| Орден Красного Знамени            |                   | награждена указом Президиума Верховного Совета СССР за образцовое выполнение заданий командования в боях с немецкими захватчиками и проявленные при этом доблесть и мужество. |
| Почетное наименование «Чудовская» | январь 1944 года  | присвоено приказом Верховного Главнокомандующего за отличие в боях по освобождению города Чудово                                                                              |
| Почетное наименование «Дновская»  | февраль 1944 года | присвоено приказом Верховного Главнокомандующего за отличие в боях по освобождению города Дно                                                                                 |

Награды частей дивизии:
- 72-й стрелковый Краснознаменный[3] полк
- 74-й стрелковый Гданьский Краснознамённый[4] полк;
- 79-й стрелковый ордена Суворова[4] полк;
- 253-й отдельный сапёрный ордена Красной Звезды[4] батальон;